# Chironomoidea
Chironomoidea Hennig, 1981 è una superfamiglia di insetti appartenente all'ordine dei Ditteri, sottordine Nematocera. Comprende specie simili alle comuni zanzare, ma da queste distinguibili per piccoli caratteri morfologici e per l'etologia degli adulti. Le larve sono acquatiche.

## Sistematica e filogenesi
Sulla base della classificazione proposta nel 1981 da Willi Hennig e nel 1989 da Wood & Borkent, largamente condivisa, la superfamiglia si suddivide in quattro famiglie:
- Ceratopogonidae
- Chironomidae
- Simuliidae
- Thaumaleidae

Questo inquadramento presuppone l'identificazione della superfamiglia in un clade monofiletico secondo il seguente schema:
|  | Simuliidae                                                       |
|  |                                                                  |
|  | \| \| Ceratopogonidae \| \| \| \| \| \| Chironomidae \| \| \| \| |
|  |                                                                  |
|  | Ceratopogonidae                                                  |
|  |                                                                  |
|  | Chironomidae                                                     |
|  |                                                                  |

|  | Ceratopogonidae |
|  |                 |
|  | Chironomidae    |
|  |                 |

|  | Simuliidae                                                       |
|  |                                                                  |
|  | \| \| Ceratopogonidae \| \| \| \| \| \| Chironomidae \| \| \| \| |
|  |                                                                  |
|  | Ceratopogonidae                                                  |
|  |                                                                  |
|  | Chironomidae                                                     |
|  |                                                                  |

|  | Ceratopogonidae |
|  |                 |
|  | Chironomidae    |
|  |                 |

Fonti più recenti, prendendo in considerazione un maggiore numero di caratteri, hanno ipotizzano una filogenesi più complessa ma non bene accertata: i Thaumaleidae si collocherebbero in un rango parallelo a quello dei restanti Culicomorpha, correlato o non ai Nymphomyiidae. Incerta sarebbe anche la ramificazione del clade Chironomidae+Ceratopogonidae+Simuliidae.